# OpenGL Architecture Review Board
OpenGL Architecture Review Board (ARB, OpenGL ARB) – zrzeszenie firm, zajmujące się rozwojem biblioteki OpenGL. Utworzone w 1992 roku ustanawia nowe standardy grafiki 3D oraz kierunku rozwoju sektora graficznego, przygotowuje, testuje i zatwierdza zmiany w specyfikacji, a także przygotowuje oficjalne aktualizacje biblioteki. 31 lipca 2006 r. kontrola na biblioteką OpenGL zostały przekazane do Khronos Group.
W skład ARB wchodzą m.in.: 3DLabs, Apple, ATI, Dell, IBM, Intel, NVIDIA, SGI, Sun Microsystems. Do marca 2003 roku w skład ARB wchodził także Microsoft.